# De värnlösa
De värnlösa (originaltitel De vergeløse) är en norsk dramafilm från 1939 i regi av Leif Sinding. Manuset skrevs också av Sinding efter Gabriel Scotts roman med samma namn från 1938. Boken byggde i sin tur på ett uppmärksammat norskt rättsfall, det så kallade "analfabetfallet" där fosterbarn hos en bonde i Hurum farit illa och hållits under slavlika förhållanden.

## Handling
Då tonårspojken Alberts mor fängslas för hembränning sätts Albert som fosterbarn hos bonden Flugum, som emellertid använder barnen som slavar på sin gård och inte låter dem gå i skolan. Barnen plågas svårt både av bonden och av hans hustru, som bland annat smiskar en av dem med ris tills blodvite uppstår och ger dem för lite att äta. Parets egna barn behandlas däremot mycket väl, vilket understryker de stackars fosterbarnens olycka. En ny flicka, Gunda, kommer en dag till gården. Hon berättar för Albert att hon är gravid, och de båda finner varandra i sitt elände.
När en tillsynsman kommer till gården märker han inget av barnens lidande. Han har nämligen i förväg anmält sin ankomst, och man har därför haft tid att ställa till idyll på gården. Då däremot fadern till ett av barnen oanmäld dyker upp berättar sonen allt för honom. När fadern får se sonens misshandlade kropp åker han med barnen till Oslo för att klaga hos myndigheterna.

## Verklighetsgrund
I december 1937 uppdagades i Norge det så kallade "analfabetfallet", då en 24-årig man stämde staten på skadestånd för sitt lidande. Han hade som barn blivit fosterbarn hos en bonde i Hurum, och i stället för att få gå i skola tvingats arbeta under slavliknande förhållanden på bondens gård. Pojken hade därför aldrig lärt sig att läsa och skriva. Vid ungefär samma tid uppdagades en annan liknande tragedi i de västra delarna av landet. Minderåriga flickor på ett barnhem hade under föreståndarinnans överseende utsatts för övergrepp. Dessa båda fall utgjorde grunden till Gabriel Scotts roman De vergeløse, som kom ut 1938.

## Rollista
Efter Internet Movie Database:
- Georg Richter – Albert
- Karin Meyer – Alberts mor
- Eva Lunde – Gunda
- Tryggve Larssen – Flugum, lantbrukare
- Emmy Worm-Müller – Fru Flugum
- Kjell Willy Johansen – Anton, deras son
- Irene Thomsen – Dina, deras dotter
- Per Kvist – Mathias
- Asbjørn Toms – Lorang
- Henry Nyrén – Petter
- Harry Braude – Doffen
- Aage Johansen – Kalle
- P. Steenfeldt Foss – Emil
- Ole Johansen – Jakob
- Frank Martinsen – Nils
- Hans Bille – Inspektören
- Joachim Holst-Jensen – Wollert, professor
- Harald Steen – Sjömannen
- Finn Bernhoft – Länsmannen
- Rolf Christensen – Myrbråten, småbrukare
- Sophus Dahl – Olsen
- Lizzie Florelius – Dam från "vergerådet"
- Kristian Hefte – Länsmanskonstapel
- Victor Ivarson – Prästen
- Thorleif Mikkelsen – En man
- Lisbet Nyborg – Myrbråtens fru
- Espen Skjønberg – En skolpojke
- Ebba Toje – Fru Olsen
- Jan Vaage – Reidar, Myrbråtens son